# バーンサイ郡
座標: 北緯14度12分46秒 東経100度29分54秒 / 北緯14.21278度 東経100.49833度
バーンサイ郡（バーンサイぐん）はタイ、アユタヤ県の郡（アムプー）の一つ。

## 歴史
郡のある地域はもとはクウェーン・セーナーと呼ばれていたがラーマ4世代に北部をクウェーン・セーナーヤイとして分離し、南部はクウェーン・セーナーノーイとなった。またチャオプラヤー川沿いのタムボンはクウェーン・ラーチャクラームと呼ばれていた。1894年から1896年までクウェーン・セーナーノーイの庁舎はチャオプラヤーに係留された家舟であり、河川交通のセンターとして活用された。1898年セーナーノーイ郡に昇格した。家舟での業務は行われていたが、陸上の木造庁舎業務も行うようになって行った。1923年に郡庁舎のあったタムボンの名からラーチャクラーム郡と改名された。1925年郡庁舎をタムボン・バーンサイ、ムー4に移転。1939年に郡の名もバーンサイと改名した。1995年2階建てのバーンサイ郡新庁舎の予算が承認され、1997年落成した。

## 地理
隣接する郡は北から時計回りにアユタヤ県バーンバーン郡、プラナコーンシーアユッタヤー郡、バーンパイン郡、パトゥムターニー県サームコーク郡、アユタヤ県ラートブワルワン郡、セーナー郡。郡南東部をチャオプラヤー川が流れ、チャイナート県で分かれたチャオプラヤー川の分流ノーイ川と合流している。主要な運河はプラヤーバンルー運河。

## 行政区分
郡内には23のタムボンがあり、さらにその下位に136の村（ムーバーン）がある。2つの自治体（テーサバーン）が設置されており、以下のようになっている。
- テーサバーンタムボン・バーンサイ・・・タムボン・バーンサイとタムボン・バーンプリーの全体、タムボン・マイトラーとタムボン・バーンコの一部。
- テーサバーンタムボン・ラーチャクラーム・・・タムボン・ラーチャクラーム、タムボン・チャーンヤイの全体。

また、郡内には23のタムボンが設置されている。以下は郡内のタムボンの一覧である。
1. タムボン・バーンサイ・・・ตำบลบางไทร
2. タムボン・バーンプリー・・・ตำบลบางพลี
3. タムボン・サナームチャイ・・・ตำบลสนามชัย
4. タムボン・バーンペーン・・・ตำบลบ้านแป้ง
5. タムボン・ナーマイ・・・ตำบลหน้าไม้
6. タムボン・バーンイートー・・・ตำบลบางยี่โท
7. タムボン・ケーオーク・・・ตำบลแคออก
8. タムボン・ケートック・・・ตำบลแคตก
9. タムボン・チャーンレック・・・ตำบลช่างเหล็ก
10. タムボン・クラチェーン・・・ตำบลกระแชง
11. タムボン・バーンクルン・・・ตำบลบ้านกลึง
12. タムボン・チャーンノーイ・・・ตำบลช้างน้อย
13. タムボン・ホーモック・・・ตำบลห่อหมก
14. タムボン・パイプラ・・・ตำบลไผ่พระ
15. タムボン・コックケーオブーラパー・・・ตำบลกกแก้วบูรพา
16. タムボン・マイトラー・・・ตำบลไม้ตรา
17. タムボン・バーンマー・・・ตำบลบ้านม้า
18. タムボン・バーンコ・・・ตำบลบ้านเกาะ
19. タムボン・ラーチャクラーム・・・ตำบลราชคราม
20. タムボン・チャーンヤイ・・・ตำบลช้างใหญ่
21. タムボン・ポーテーン・・・ตำบลโพแตง
22. タムボン・チェンラークノーイ・・・ตำบลเชียงรากน้อย
23. タムボン・コークチャーン・・・ตำบลโคกช้าง

## 国の施設
- タイ美術工芸振興国際センター（SACICT:the Support Arts and Crafts International Centre of Thailand）